# Милостів
Ми́лостів — село в Україні, у Рівненському районі Рівненської області. Населення становить 296 осіб. Належить до Дядьковицької сільської громади.

## Історія
Найдавнішу вість про Милостів карбує акт 1516 року. Тоді «село Милостов» належало до Клеванського майнового ключа й було звільнене від дорожнього мита. Скарга 1569 року констатує «в Милостове» грабіж худоби, коней. Рік опісля пограбовано корчму, спалене лісничівку. За інвентарем 1577 року Григорій Чаплич платить від «Милостова» за 8 «гордень», 1 комірне, 9 городів, проте звільнюється на рік платити «бортовий» податок. У 1583 році Криштоф Павка давав за «Милостов» чинш від 17 «димів», 12 городів. Через рік цей же власник «имения Милостова» обкладається податком на «борті» і млинові колеса. Акт 1595 року зобов’язує Олену Горностаєву (сестру Юрія Чарторийського) доходи від її майна давати на утримання Пересопницького монастиря. При описі границь цих маєтностей серед іншого сказано: «з Шостакова до Милостова к ставу Новоставскому», з чого випливає, що землі Милостова були приграничними до сусідньої Пересопниці. Під час Визвольної війни 1651 року «милостовские крестьяне» допомагали козацько-селянським з’єднанням у переправі через Стублу до Пересопниці. Інвентар 1704 року утверджує «село Милостов» як майно Григорія Жабокрицького («ловчого Брацлавського»), який сплачував податок від 38 дворів, 411 жителів, віддавав повинності від млинових коліс, смолярні, ставків. За книгою Миколи Теодоровича 1889 року, «с. Милостов при рч. Стубле волости Дятковичской» мало діючу й зараз церкву Пресвятої Трійці, де зберігалися копії метричних книг 1837 року. Тоді село мало 120 дворів, 372 прихожан, з них 66 римо-католиків. На кладовищі була капличка. Мурована церква, збудована волинським землянином Трипольським. В церкві в крипті під підлогою труна фундатора Трипольського, а в церкві до 1937 року переховувався портрет з XVII ст. Назва Милостів в прямому зв’язку з однозвучним словом. Від нього могло піти й Милост (Милоста), втілюючи первісне значення «добрий, сердечний». У Милостові знають іменовані місця, такі як, сільські дільниці: Шляхта - «місце осілості поляків»; Корчмисько - «околиця бувшої корчми»; Коло американця - «куток, у якому проживав селянин, який побував в Америці»; Село - «центр»; Нова вулиця; Довга лінія; Крайня; Литовка; Давня; До церкви; Лисаки; Бідинці; Бриханівка; орні ґрунти: Вузьке (Бузьке) - «у вигляді звуженої полоси»; Дзьоб - «за формою дзьоба»; Доброволька - «колись звільнена до певного часу від податків земля»; Кривуля - «наділ викривленої форми»; Кукілівщина - «колишня маєтність Кукіля»; Новини - «нивки на місці зрубу»; Плесо - «рівне низинне місце»; Поздовжнє - «масив супроти поперечного наділу»; Подоляни - «околиця у долині при дворі трьох сімей»; Прилуки - «поле неподалік лук»; Розкорчунок - «на місці розкорчованого лісу»; Середня лінія - «межа-доріжка між полями»; Середня рука - «міжпілля, поділене на руки»; Штани - «клиноподібний наділ за формою штанів»; Яречина - «яриста місцевість»; Біля Краївського; Вознюкова поляна; Волошина; Гіви; Демкове; Дякове; Жидівщина; Кацапчине; Моцаки; Радуси, Панське; Сакове; Степанкова нива; лути, сінокоси, пасовиська: Бродок - «в околиці броду»; Баранівщина - «на маєтності Барана»; Витрище - «місця з витрами - шматками неякісних угідь»; Під курганом - «неподалік кургану»; За річкою - «за лівим берегом Стубелки»; Коло криниць - «у напрямку криничних джерел»; Сорока - «у надрічков’ї, де ніби в заростях водились сороки»; Ясний луг - «незатінений заростями простір»; болота (осушені, заливні): Римиза - «колишня драговина з римами - моховими купинками»; Погибель - «трясовина, поглинаюча тварин, людей»; Сліпий луг - «затінене заростями ямисте болото»; Вирва - «В околиці глибокої ями»; За криницею; ліси (існуючі, утрачені): Ревники - «ніби від слова ревка - ялиновий бір, хоч можливе теж зіставне ревень - яма на болоті, де водиться риба»; Нова діброва - «молодий дубовий лісок»; Березник - «березовий гай»; Білоусів; Казенне; Козакових; Мороза; Посадка - «за приналежністю до власників»; горби, урвища тощо: Лисоха - «висота з оголеною вершиною»; Курган - «старовинний могильник»; Крейдянка - «висотний кар’єр крейди»; Глибокий рів; Джерело; Яруга.

## Легенда про походження назви села Милостів
Давним-давно в придоріжжі на Пересопницю осів народний цілитель. У своїй убогій хатині він щедро приймав усіх прохожих, які просили хвилевого притулку, порад, лікування, і робив це лише заради милості до знедолених людей. А вони віддячували йому чим могли. З часом вість про «милостивого» цілителя ширилась все далі й далі. Йшли люди з різних околиць, кажучи «ідемо до вашого Милостивого». А коли тут стали поселятись, то назвали оселю Милостиве, потім - Милостів.

## Населення

### Мова
Розподіл населення за рідною мовою за даними перепису 2001 року:
| Мова       | Кількість | Відсоток |
| ---------- | --------- | -------- |
| українська | 292       | 98.65%   |
| російська  | 3         | 1.01%    |
| білоруська | 1         | 0.34%    |
| Усього     | 296       | 100%     |

## Троїцька церква
Згідно з літературними відомостями, серед центричних одноверхих волинських храмів XVIII століття найдавнішою є Свято-Троїцька церква у селі Милостів, збудована у 1717 році на кошти Анатолія Трипольського.
Свято-Троїцький храм- монументальна архітектурна пам`ятка волинських зодчих, мурований хрест видної форми, одно- купольний з підвальним приміщенням, у якому до 1963 року зберігалась домовина з тлінними остатками фундатора святині князя Анатолія Трипольського, а тоді була перенесена на місцеве кладовище. До 1937 року в церкві зберігався і портрет князя, подальша доля його невідома.
Оздоблення інтер`єру гармонійно доповнює іконостас.
Дерев’яне позолочене барокове різьблення його деталей, виконане народними майстрами, відзначається оригінальністю і має велику художню цінність.
Царскі врата виконані з відхиленням від установлених традицій: на них немає зображень Благовіщення та чотирьох Євангелістів- уся площина заповнена вишуканим рослинним орнаментом.
Перлиною храму є»Всевидяче око», оздоблене шатами і позолотою. Подібний розпис зустрічається в інтерєрі Києво-Печерській та Почаївській лаврі.
Дзвінниця змурована окремо на шести опорах, з сімома дзвонами. Шість малих і один найбільший дзвін із зображенням святого Миколая та датою 1917 рік. Прихожани врятували їх в часи німецької окупації, закопавши в землю, а нині вони знову своїми мелодіями сповіщають парафіянам радісні або сумні вісті. Святиня пережила всі криваві буревії, які пролетіли над Милостовом впродовж трьох століть, не зачинялась і не піддавалась вандалізму.
У 2022 році Свято-Троїцькому храмові виповниться 305 років .
Більше ста років, три покоління, настоятелями храму була династія Лозинських.
З 2013 року настоятелем храму став Капітанюк Олександр Миколайович. 